# RWD Molenbeek
Racing White Daring Molenbeek – belgijski klub piłkarski, mający siedzibę w mieście Bruksela, w stolicy kraju.

## Historia
Chronologia nazw:
- 1909: White Star Club (d’Ixelles)
- 1909: White Star Athletic Club
- 1922: White Star Woluwé AC
- 1935: Royal White Star AC
- 23.06.1963: Royal Racing White – po fuzji z Royal Racing Club de Bruxelles
- 1973: Racing White Daring de Molenbeek – po fuzji z Royal Daring Club de Molenbeek
- 22.08.2002: klub rozwiązano – po fuzji z KFC Strombeek tworząc FC Molenbeek Brussels Strombeek

Piłkarski klub White Star Club został założony w gminie Ixelles stolicy Bruksela w 1909 roku przez grupę studentów Instytutu Saint-Boniface. W tym samym roku stał się członkiem Belgijskiego Związku Piłki Nożnej, zwanym wtedy jako Union belge des sociétés de sports athlétiques (UBSSA), ale pod nazwą White Star Athletic Club.
W sezonie 1922-23 zespół debiutował w Promotion, a w następnym zwyciężył w série B Promotion i zdobył awans do Division d’Honneur. Klub rozegrał kilkanaście sezonów w pierwszej lidze (1924/25 oraz od 1934/35 do 1946/47), początkowo pod nazwą White Star Woluwé AC. 1935 roku klub został uznany przez „Royal Society” i został przemianowany na Royal White Star AC. Obecny klub White Star Woluwé FC poza nazwą nie ma nic wspólnego z dawnym RWD Molenbeek.
23 czerwca 1963 roku klub połączył się z klubem Racing Bruksela i przyjął nazwę Royal Racing White. Po dwóch sezonach w drugiej lidze klub w latach 1965–1973 grał w pierwszej lidze. Stadionem klubu do momentu kolejnej fuzji był Stade Fallon położony w Sint-Lambrechts-Woluwe w Regionie Stołecznym Brukseli. W lipcu 1973 roku klub połączył się ze słynnym Daring Bruksela, przyjmując obecną nazwę – RWD Molenbeek. Główną przyczyną fuzji była niska frekwencja na meczach ligowych.
Po ostatniej fuzji klub rozegrał w pierwszej lidze belgijskiej 10 sezonów, zdobywając w tym okresie tytuł mistrza kraju w sezonie 1974/75 i regularnie występując w europejskich pucharach. Swoje mecze domowe klub rozgrywał w gminie Sint-Jans-Molenbeek leżącym w stołecznym regionie Brukseli.
Od roku 1984 klub napotkał wiele trudności, prowadzących do bankructwa w roku 2002. Choć w sezonie 2001/02 klub zajął 10 miejsce, z powodów finansowych nie odnowiono licencji zawodowej, przez co zdegradowano RWD Molenbeek do trzeciej ligi (Derde klasse). Klub w sezonie 2002/03 nie wziął udziału w trzecioligowych rozgrywkach, a 22 sierpnia 2002 doszło do fuzji klubu z mającym swą siedzibę w pobliżu Brukseli klubem KFC Strombeek. Połączony klub o nazwie Football Club Molenbeek Brussels Strombeek rozgrywał swoje mecze na stadionie klubu Molenbeek. Grający w drugiej lidze klub w 2004 roku awansował do pierwszej ligi.
W tym samym okresie grupa kibiców, która nie pogodziła się z likwidacją klubu, w roku 2003 odtworzyła klub zwany RWD Molenbeek. Nowy klub rozpoczął od najniższej ligi, czyli czwartej ligi brabanckiej (a więc ósmej belgijskiej). W 2006 roku klub ten awansował do pierwszej ligi brabanckiej (piąta belgijska).
Reaktywowany w 2003 RWD Molenbeek oficjalnie nie jest uznawany za kontynuatora osiągnięć dotychczasowego klubu.
W 2015 roku grupa inwestorów Brukseli zdecydowała się reaktywować nazwę RWDM. Oni kupili nr seryjny 5479 od Standaard Wetteren, który zjednoczył się z sąsiadem Racing Wetteren i zdobył prawo do gry w Promotion. Celem projektu było występy na Stade Edmond Machtens. Ale poważny spór z Royal White Star Bruxelles (D2) zmusiło inwestorów do zamknięcia projektu.

## Sukcesy

### Trofea międzynarodowe
| \| \| Zdobyte trofea w rozgrywkach międzynarodowych (stan na: 31-03-2017) \| |                                                                     |      |          |
| Rozgrywki                                                                    | Osiągnięcie                                                         | Razy | Sezon(y) |
| · Liga Mistrzów · (Puchar Europy)                                            | zdobywca                                                            | 0    |          |
| · Liga Mistrzów · (Puchar Europy)                                            | finalista                                                           | 0    |          |
| · Liga Mistrzów · (Puchar Europy)                                            | 1/8 finału                                                          | 1    | 1975/76  |
| · Liga Europy · (Puchar UEFA)                                                | zdobywca                                                            | 0    |          |
| · Liga Europy · (Puchar UEFA)                                                | finalista                                                           | 0    |          |
| · Liga Europy · (Puchar UEFA)                                                | półfinał                                                            | 1    | 1976/77  |
| · Puchar Zdobywców                                                           | zdobywca                                                            | 0    |          |
| · Puchar Zdobywców                                                           | finalista                                                           | 0    |          |
| FIFA                                                                         | Zdobyte trofea w rozgrywkach międzynarodowych (stan na: 31-03-2017) |      |          |

### Trofea krajowe
| \| \| Zdobyte trofea w rozgrywkach Belgii (stan na: 31-03-2017) \| |                                                           |      |                                                         |
| Rozgrywki                                                          | Osiągnięcie                                               | Razy | Sezon(y)                                                |
| · Mistrzostwo                                                      | I miejsce                                                 | 1    | 1974/75                                                 |
| · Mistrzostwo                                                      | II miejsce                                                | 0    |                                                         |
| · Mistrzostwo                                                      | III miejsce                                               | 4    | 1972/73, 1973/74, 1975/76, 1979/80                      |
| · Puchar                                                           | zdobywca                                                  | 0    |                                                         |
| · Puchar                                                           | finalista                                                 | 1    | 1968/69                                                 |
| · II liga                                                          | I miejsce                                                 | 5    | 1923/24 (B), 1933/34 (A), 1964/65, 1984/85, 1989/90     |
| · II liga                                                          | II miejsce                                                | 2    | 1947/48 (B), 1950/51 (A)                                |
| · II liga                                                          | III miejsce                                               | 5    | 1932/33 (A), 1948/49 (A), 1949/50 (A), 1952/53, 2000/01 |
| Belgia                                                             | Zdobyte trofea w rozgrywkach Belgii (stan na: 31-03-2017) |      |                                                         |

- Division 3:
  - mistrz (1x): 1930/31 (B)

### Europejskie puchary
Legenda do wszystkich tabel:
- Q – runda eliminacyjna, 1/16, 1/8, 1/4, 1/2 – odpowiednia faza rozgrywek, Grupa – runda grupowa, 1r gr – pierwsza runda grupowa, 2r gr – druga runda grupowa, F – finał, R – runda, PO – play-off
- k. – rzuty karne, los. – losowanie, Dogr. – dogrywka, w. – zasada bramek strzelonych na wyjeździe

| Sezon   | Rozgrywki     | Runda | Przeciwnik         | Dom | Wyjazd | Ogólnie     |
| ------- | ------------- | ----- | ------------------ | --- | ------ | ----------- |
| 1972/73 | Puchar UEFA   | 1R    | GD Fabril          | 0–1 | 0–2    | 0–3         |
| 1973/74 | Puchar UEFA   | 1R    | RCD Espanyol       | 1–2 | 3–0    | 4–2         |
| 1973/74 | Puchar UEFA   | 2R    | Vitória Setúbal    | 2–1 | 0–1    | 2–2, w.     |
| 1974/75 | Puchar UEFA   | 1R    | Dundee F.C.        | 1–0 | 4–2    | 5–2         |
| 1974/75 | Puchar UEFA   | 2R    | FC Twente          | 0–1 | 1–2    | 1–3         |
| 1975/76 | Puchar Europy | 1R    | Viking FK          | 3–2 | 1–0    | 4–2         |
| 1975/76 | Puchar Europy | 2R    | Hajduk Split       | 2–4 | 0–4    | 2–8         |
| 1976/77 | Puchar UEFA   | 1R    | Næstved BK         | 4–0 | 3–0    | 7–0         |
| 1976/77 | Puchar UEFA   | 2R    | Wisła Kraków       | 1–1 | 1–1    | 2–2, k: 5–4 |
| 1976/77 | Puchar UEFA   | 1/8   | FC Schalke 04      | 1–0 | 1–1    | 2–1         |
| 1976/77 | Puchar UEFA   | 1/4   | Feyenoord          | 2–1 | 0–0    | 2–1         |
| 1976/77 | Puchar UEFA   | 1/2   | Athletic Bilbao    | 1–1 | 0–0    | 1–1, w.     |
| 1977/78 | Puchar UEFA   | 1R    | Aberdeen           | 0–0 | 2–1    | 2–1         |
| 1977/78 | Puchar UEFA   | 2R    | FC Carl Zeiss Jena | 1–1 | 1–1    | 2–2, k: 5–6 |
| 1980/81 | Puchar UEFA   | 1R    | Torino Calcio      | 1–2 | 2–2    | 3–4, Dogr.  |
| 1996/97 | Puchar UEFA   | 1R    | Beşiktaş JK        | 0–0 | 0–3    | 0–3         |

## Stadion
Klub rozgrywał swoje mecze domowe na stadionie Stade Edmond Machtens w Brukseli, który może pomieścić 15 000 widzów. Najpierw do 1918 grał na boisku w Parc de Tervuren w Tervuren (poza terytorium Brukseli). Po pierwszej wojnie światowej grał na boisku przy rue du duc w gminie Woluwe-Saint-Pierre. W latach 1922–1960 domowy stadion znajdował się przy ulicy Kelle, między gminami Woluwe-Saint-Pierre i Woluwe-Saint-Lambert. W 1960 w następstwie sporu z gminą Woluwe-Saint-Pierre przeniósł się na Stade Fallon w gminie Woluwe-Saint-Lambert. W 1963 zdecydował się opuścić niezbyt często „odwiedzany” Stade Fallon, dlatego połączył się z Daring Club de Bruxelles i otrzymał jego stadion Stade Oscar Bossaert, który przemianował na Stade Edmond Machtens.